# Whittle-Halbinsel
Die Whittle-Halbinsel ist eine Halbinsel an der Davis-Küste des Grahamlands auf der Antarktischen Halbinsel. Sie begrenzt die Charcot-Bucht nach Westen und endet im Kap Kater.
Teilnehmer der Schwedischen Antarktisexpedition (1901–1903) unter der Leitung Otto Nordenskjölds nahmen im Dezember 1902 Vermessungen der Halbinsel vor. Das UK Antarctic Place-Names Committee benannte sie 1977 nach dem britischen Piloten und Luftfahrtpionier Frank Whittle (1907–1996), der 1937 unabhängig und zeitgleich zu Hans von Ohain das Strahltriebwerk entwickelt hatte.